# Oryu-dong, Daejeon
Oryu-dong (koreanska: 오류동) är en stadsdel i staden Daejeon i den centrala delen av Sydkorea, 
140 km söder om huvudstaden Seoul.  Den ligger i stadsdistriktet Jung-gu.